# Franziskus von Paula Herzan von Harras
Franziskus von Paula Herzan von Harras  ou František de Paula Hrzán z Harasova (né le 5 avril 1735 à Prague en Bohème et mort le 1er juin 1804 à Vienne) est un cardinal tchèque du XVIIIe siècle et du début du XIXe siècle.

## Biographie
Herzan von Harras est auditeur à la Rote romaine et ambassadeur de l'Autriche auprès du Saint-Siège. Le pape Pie VI le crée cardinal lors du consistoire du 12 juillet 1779. Il est camerlingue du Sacré Collège en 1788-1789 et participe au conclave de 1799-1800 de Venise, comme représentant de l'empereur François II et il prononce deux fois le véto (contre Hyacinthe-Sigismond Gerdil et contre Carlo Bellisomi). Pie VII est finalement élu pape. Le nouveau pape le nomme évêque de Szombathely en 1800.

## Succession apostolique
Franziskus von Paula Herzan von Harras a ordonné les évêques suivants :
- Cardinale Ludovico Flangini (1802)